# Konec srpna v hotelu Ozon
Konec srpna v hotelu Ozon je český černobílý postkatastrofický a značně pochmurný sci-fi film natočený režisérem Janem Schmidtem v roce 1966 podle povídky Pavla Juráčka uveřejněné 24. září 1965 v 38. čísle časopisu Mladý svět, ročník VII (text povídky však vznikl již na jaře roku 1958). Premiéru měl o rok později. Část filmu byla natočena v troskách města Doupov.

## Obsah filmu
Řadu let po zničující světové válce (příběh neupřesňuje, o jakou válku šlo) je svět téměř liduprázdný. Příroda není předchozí válkou postižená, vzduch se dá dýchat, voda pít, zvířata pojídat. Příběh sleduje cestu osmi dívek vedených starou ženou krajinou a zpustlými městy při jejich hledání dalších lidí – především mužů, neboť stará žena chce, aby dívky měly děti, které by v budoucnu znovu zalidnily pustou planetu. Dívky si nic z předválečné doby nepamatují; muž mezi nimi není, neboť jediného chlapečka ze skupiny před lety roztrhali vlci. Při svém putování nacházejí jen osamělého starce Huberta u polorozpadlého hotelu Ozon, střežícího svůj "poklad" – hromadu zrezivělých konzerv. Nejstarší z žen Stará, vlastním jménem Dagmar Hubertusová, pamětnice předválečných časů, zde umírá vyčerpáním a beznadějí, protože stařec pro svůj vysoký věk již není schopen její naději naplnit. Mladé ženy se znovu chystají na cestu, před odchodem však chladnokrevně zastřelí nejdříve psa a pak i starce, protože jim odmítl vydat starý gramofon (stařec je pro ně stejně bezcenný jako pes), a vydávají se samy na další pouť.

## Výroba
Snímek vznikl v produkci Československého armádního filmu jako dobová reakce na studenou válku. 

## Citát
| „                        | Padesát let uplynulo od chvíle, co na Zem dopadla poslední vodíková bomba. Není nic. Nejsou skály, nejsou města, nejsou lidé. Ale přece! Krajinou jde dvanáct žen. Jde už mnoho let a vede je stařena, která pamatuje válku. Ty ženy, které jdou za ní, jsou dětmi těch, kteří to přežili… Ale lidí v té době byl jen hlouček, žili divoce na zbytcích světa a rychle vymírali na bělokrevnost a jiné následky války. | “ |
| — Pavel Juráček – Deníky | |   |

## Obsazení
| Beta Poničanová   | Stará žena, vůdkyně skupiny |
| Ondrej Jariabek   | stařec Hubert               |
| Hana Vítková      | dívka ve skupině            |
| Magda Seidlerová  | dívka ve skupině            |
| Jana Nováková     | dívka ve skupině            |
| Vanda Kalinová    | dívka ve skupině            |
| Irena Lžičařová   | dívka ve skupině            |
| Jitka Hořejší     | dívka ve skupině            |
| Alena Lippertová  | dívka ve skupině            |
| Natálie Maslovová | dívka ve skupině            |